# 宝くじドリーム館
宝くじドリーム館（たからくじドリームかん）は、東京都中央区京橋と大阪府大阪市浪速区湊町にある宝くじの広報・イベントスペースである。

## 歴史
- 1981年12月 東京都千代田区内幸町に世界初となる宝くじの広報施設として東京宝くじドリーム館（初代）を開設[1]。
- 1986年9月 淀屋橋に大阪宝くじドリーム館（初代）を開設[2]。
- 2004年1月 東京宝くじドリーム館が中央区京橋へ移転[1]（2代目）。
- 2007年4月 大阪宝くじドリーム館が大阪市浪速区湊町へ移転[2]（2代目）。

## 施設概要

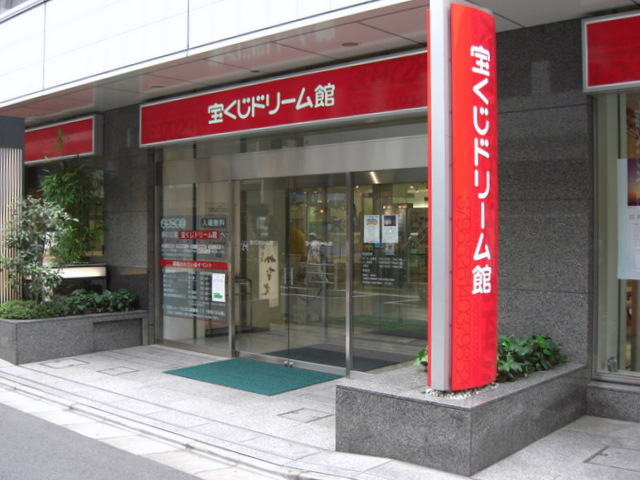
東京宝くじドリーム館（京橋にある2代目）

### 東京宝くじドリーム館
- 所在地：東京都中央区京橋2-5-7 日土地京橋ビル1階（北緯35度40分34秒 東経139度46分15.4秒 / 北緯35.67611度 東経139.770944度）
- 交通アクセス：
  - 東京メトロ銀座線 京橋駅：4番・6番出口から徒歩3分
  - 都営地下鉄浅草線 宝町駅：A5・A6・A7出口から徒歩3分
- 開館時間：10時から19時30分まで。土曜日のみ18時に閉館。休館日にあたる日に数字選択式宝くじの抽せんがある時には、17時から19時30分のみの開館となる。
- 休館日：日曜日・祝日および年末年始。日曜日と祝日が重なる場合、日曜日を開館日・月曜日を休館日とする。
- 入場料：無料

### 大阪宝くじドリーム館
- 所在地：大阪府大阪市浪速区湊町1-4-1 OCATビル1階（JR難波駅の直上・北緯34度39分59.4秒 東経135度29分42.5秒）
- 交通アクセス：
  - 大和路線 JR難波駅：徒歩1分
  - Osaka Metro 難波駅：北改札口から徒歩2分（四つ橋線下車時）、北西・北東改札口から徒歩5分（御堂筋線下車時）、西改札口から徒歩3分（千日前線下車時）
  - 近鉄難波線・阪神なんば線 大阪難波駅：西改札口から徒歩3分
- 開館時間：10時から18時まで。
- 休館日：日曜日・祝日および年末年始。日曜日と祝日が重なる場合、日曜日を開館日・月曜日を休館日とする。
- 入場料：無料

## コーナー
- 日本の宝くじの歴史
- 現在の宝くじ
- 世界の富くじ
- 宝くじアドコレクション
- 宝くじの夢 - 高額当せん者に手渡されるハンドブックの閲覧や1億円の重量体感などができるコーナー。
- 収益金の使い道
- 情報検索コーナー
- 抽せんステージ - 『ハッピードリーム〜歌の贈りもの〜』をはじめとするステージショーもここで行われる。

## 抽せん
原則として、東京宝くじドリーム館にて自治宝くじ（地域医療等振興自治宝くじ、ブロック宝くじのうち東京都、全国自治宝くじ＝ジャンボ宝くじを除く）に相当するものを木曜13時30分から、数字選択式宝くじのものをいずれも18時45分から、月曜・木曜にはロト6、火曜日にはミニロト、水曜日にはビンゴ5、金曜日にはロト7を先に抽せんし、その後舞台を180度反転させて風車式抽せん機を出し、同機器を用いる着せかえクーちゃんの抽せんと、ナンバーズの抽せんを行う（順番はかならず「着せかえ」が先）。なお一部の回の数字選択式については、年に2回（各5日間）ほど、大阪宝くじドリーム館で抽せんを実施する。